# Fontana del Marché-aux-Carmes
La fontana del Marché-aux-Carmes (in francese: Fontaine du Marché-aux-Carmes) è una fontana neoclassica situata nello square Gabriel-Pierné, all'incrocio tra la rue Mazarine e la rue de la Seine, nel VI arrondissement. L'opera è stata realizzata in un tipo di calcare detto "di Château-Landon".

## Storia

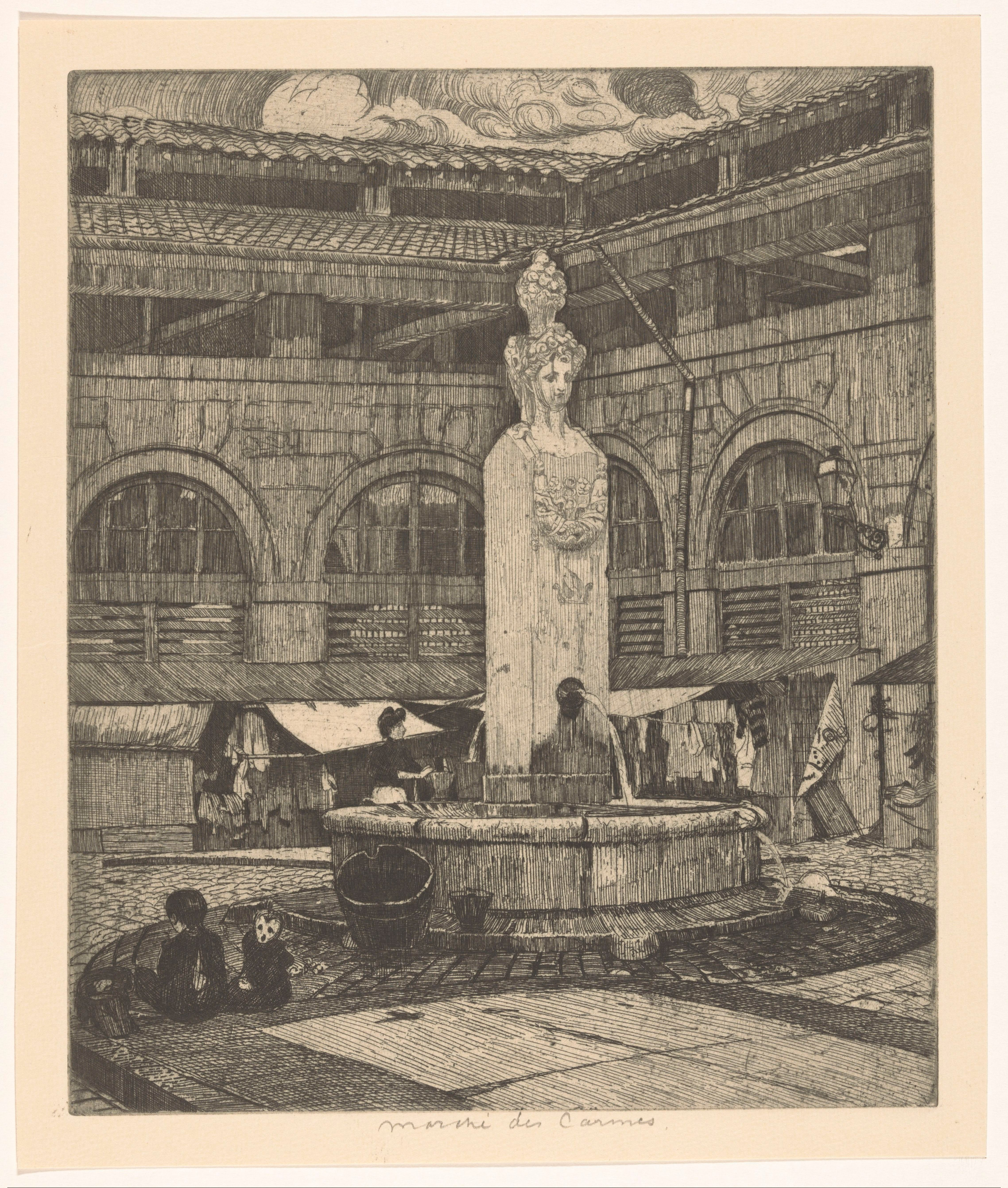
La fontana nel mercato dei Carmelitani in una stampa di Martin Monnickendam.

La fontana è stata scolpita da Alexandre-Évariste Fragonard (figlio del pittore Jean-Honoré Fragonard) nel 1830 per l'approvvigionamento del mercato dei Carmelitani (in francese: marché aux Carmes) fino al 1930, quando venne questo venne soppresso. La fontana era situata al centro del mercato, che si trovava presso la rue des Noyers e la piazza Maubert. In seguito la fontana venne collocata nello spazio verde dove si trova tuttora. Il 29 ottobre 1952 la fontana divenne ufficialmente un monumento storico della Francia.

## Descrizione
La fontana, il cui aspetto richiama le erme dell'antichità, presenta una vasca semplice al suolo al centro della quale si trova una struttura marmorea dalla quale sgorgano due getti d'acqua. La struttura è sormontata da una testa bifronte, avente quindi due facce, che rappresenta l'Abbondanza e il Commercio. Sotto le due facce sono presenti i nomi delle due personificazioni in francese e delle decorazioni floreali che comprendono anche delle piccole cornucopie, mentre sulla sommità sorge un canestro pieno di fiori e di frutta. Sui lati della fontana si trovano dei rilievi che raffigurano delle piante, mentre sopra i getti d'acqua si trovano due rilievi che raffigurano una nave (simile a quella dello stemma della città).

## Galleria d'immagini

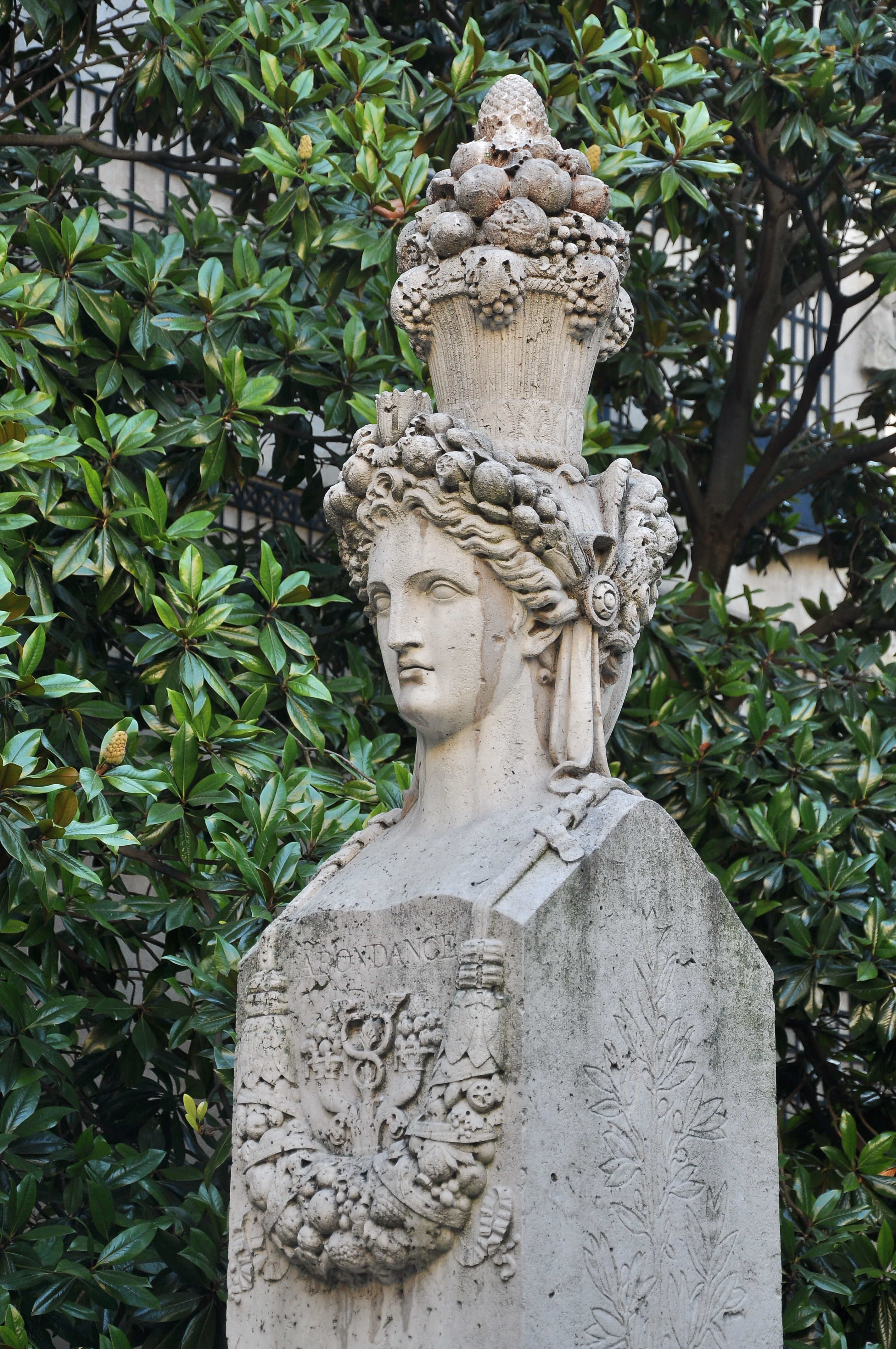
Particolare della testa bifronte.
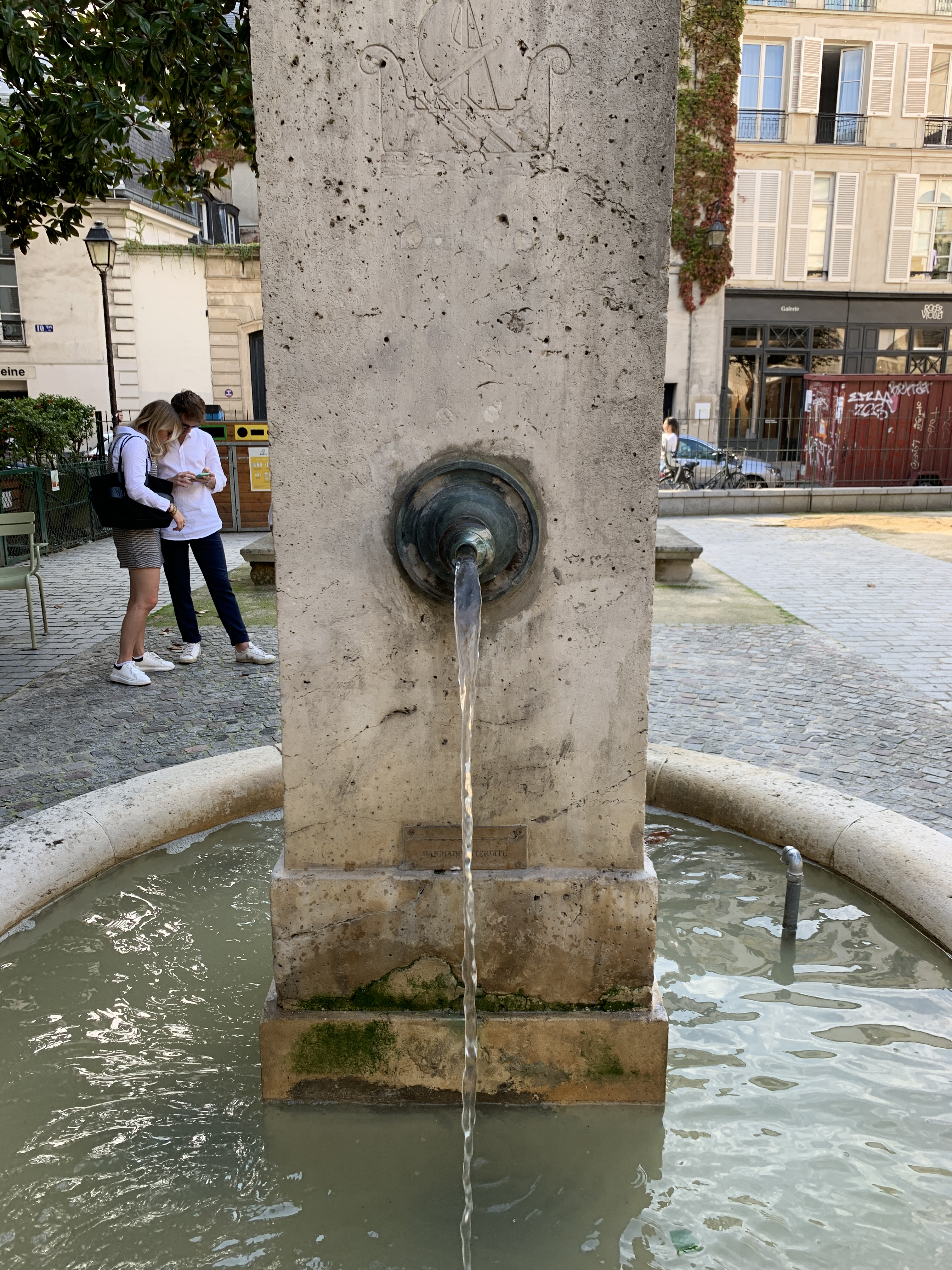
Particolare del getto d'acqua e del rilievo di una nave.